# Jack Turner
Jack Turner (Seattle, Washington, 12 februari 1920 - Renton, Washington, 12 september 2004) was een Amerikaans autocoureur. Zijn bijnaam was "Cactus Jack". Hij nam zes maal deel aan de Indianapolis 500, waarvan de edities van 1956, 1957, 1958 en 1959 tot het wereldkampioenschap Formule 1 behoorden. Hierin scoorde hij geen WK-punten.